# Autoridad Aeroportuaria Metropolitana de Nashville
La Autoridad Aeroportuaria Metropolitana de Nashville (MNNA, en inglés) maneja los aeropuertos de Nashville, Tennessee. Los aeropuertos incluyen un aeropuerto de aviación civil (Aeropuerto John C. Tune) y un aeropuerto de aviación comercial (Aeropuerto Internacional de Nashville).